# Zhang Mengxue
Zhang Mengxue (chiń. 张梦雪; pinyin Zhāng Mèngxuě; ur. 6 lutego 1991 w Jinan) – chińska strzelczyni sportowa, złota medalistka olimpijska z Rio de Janeiro.
Specjalizuje się w strzelaniu pistoletowym. Zawody w 2016 roku były jej olimpijskim debiutem. Po medal sięgnęła w konkurencji pistoletu pneumatycznego na dystansie 10 metrów.

## Igrzyska olimpijskie
| Igrzyska | Miejscowość    | Konkurencja                 | Kwalifikacje | Kwalifikacje | Finał | Finał   |
| Igrzyska | Miejscowość    | Konkurencja                 | Wynik        | Pozycja      | Wynik | Pozycja |
| -------- | -------------- | --------------------------- | ------------ | ------------ | ----- | ------- |
| IO 2016  | Rio de Janeiro | Pistolet pneumatyczny, 10 m | 384          | 7. Q         | 199,4 | złoto   |